# سامسونج للمنح الدراسية
سامسونج للمنح الدراسية (بالإنجليزية: Samsung Scholarship) تأسَّسَت هذه الشركة في عام 2002 من قِبل شركة سامسونج لتقوم بتقديم الدعم المالي والتشجيع والفُرص لطلاب كوريا الموهوبين لمواصلة التعليم العالي في الخارج. ليظهروا لهم القدرة على أن يصبحوا قادة الغد العالميين وأن يكونوا قادرين على الدخول في مستقبل كوريا في عصر تكنولوجيا المعلومات